# Chaillon
Chaillon est une commune française située dans le département de la Meuse, en région Grand Est.

## Géographie
La commune fait partie du parc naturel régional de Lorraine.
| Lamorville | Lamorville | Vigneulles-lès-Hattonchâtel |
| Valbois    | Chaillon   | Buxières-sous-les-Côtes     |
| Valbois    | Valbois    | Buxières-sous-les-Côtes     |

### Hydrographie
La commune est traversée par la ligne de partage des eaux entre les bassins versants du Rhin et de la Meuse au sein du bassin Rhin-Meuse. Elle est drainée par le ruisseau la Creue, le ruisseau de Criot et le ruisseau de la Bossemard,.
La Creuë, d'une longueur de 16 km, prend sa source dans la commune de Vigneulles-lès-Hattonchâtel et se jette  dans la Meuse à Maizey, après avoir traversé cinq communes. 

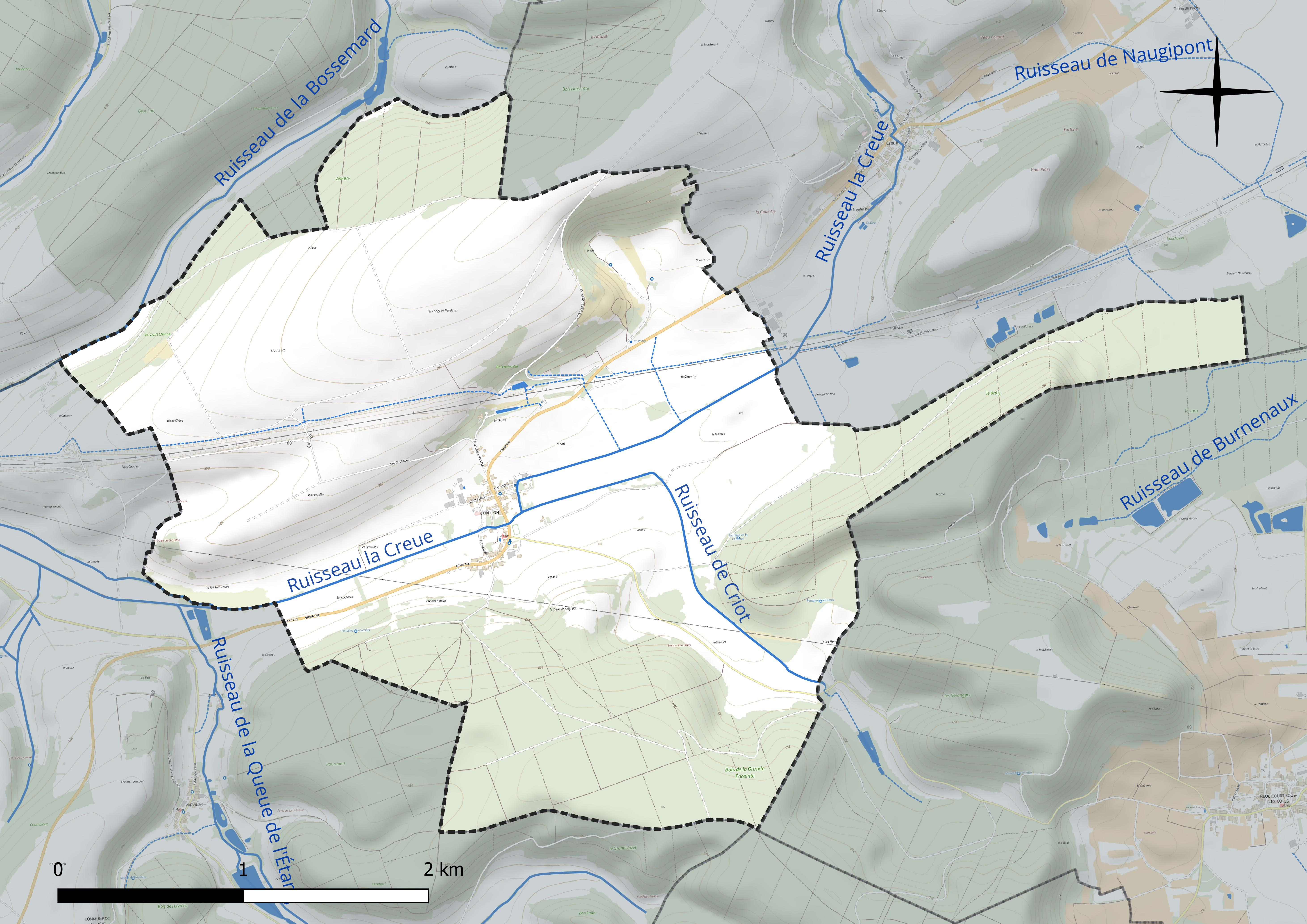
Réseau hydrographique de Chaillon.

### Climat
Pour des articles plus généraux, voir Climat du Grand Est et Climat de la Meuse.
En 2010, le climat de la commune est de type climat de montagne, selon une étude du Centre national de la recherche scientifique s'appuyant sur une série de données couvrant la période 1971-2000. En 2020, Météo-France publie une typologie des climats de la France métropolitaine dans laquelle la commune est exposée à un climat océanique altéré et est dans la région climatique  Lorraine, plateau de Langres, Morvan, caractérisée par un hiver rude (1,5 °C), des vents modérés et des brouillards fréquents en automne et hiver. 
Pour la période 1971-2000, la température annuelle moyenne est de 9,4 °C, avec une amplitude thermique annuelle de 15,9 °C. Le cumul annuel moyen de précipitations est de 935 mm, avec 13,2 jours de précipitations en janvier et 9,5 jours en juillet. Pour la période 1991-2020, la température moyenne annuelle observée sur la station météorologique de Météo-France la plus proche, « Nonsard », sur la commune de Nonsard-Lamarche à 9 km à vol d'oiseau, est de 10,7 °C et le cumul annuel moyen de précipitations est de 690,8 mm. 
La température maximale relevée sur cette station est de 40,1 °C, atteinte le 25 juillet 2019 ; la température minimale est de −17 °C, atteinte le 1er mars 2005,,. 
Les paramètres climatiques de la commune ont été estimés pour le milieu du siècle (2041-2070) selon différents scénarios d'émission de gaz à effet de serre à partir des nouvelles projections climatiques de référence DRIAS-2020. Ils sont consultables sur un site dédié publié par Météo-France en novembre 2022.

## Urbanisme

### Typologie
Au 1er janvier 2024, Chaillon est catégorisée commune rurale à habitat dispersé, selon la nouvelle grille communale de densité à sept niveaux définie par l'Insee en 2022.
Elle est située hors unité urbaine et hors attraction des villes,.

### Occupation des sols
L'occupation des sols de la commune, telle qu'elle ressort de la base de données européenne d’occupation biophysique des sols Corine Land Cover (CLC), est marquée par l'importance des territoires agricoles (57,5 % en 2018), une proportion identique à celle de 1990 (57,5 %). La répartition détaillée en 2018 est la suivante : 
terres arables (50,9 %), forêts (35,7 %), prairies (6,6 %), milieux à végétation arbustive et/ou herbacée (4,5 %), zones urbanisées (2,3 %). L'évolution de l’occupation des sols de la commune et de ses infrastructures peut être observée sur les différentes représentations cartographiques du territoire : la carte de Cassini (XVIIIe siècle), la carte d'état-major (1820-1866) et les cartes ou photos aériennes de l'IGN pour la période actuelle (1950 à aujourd'hui).

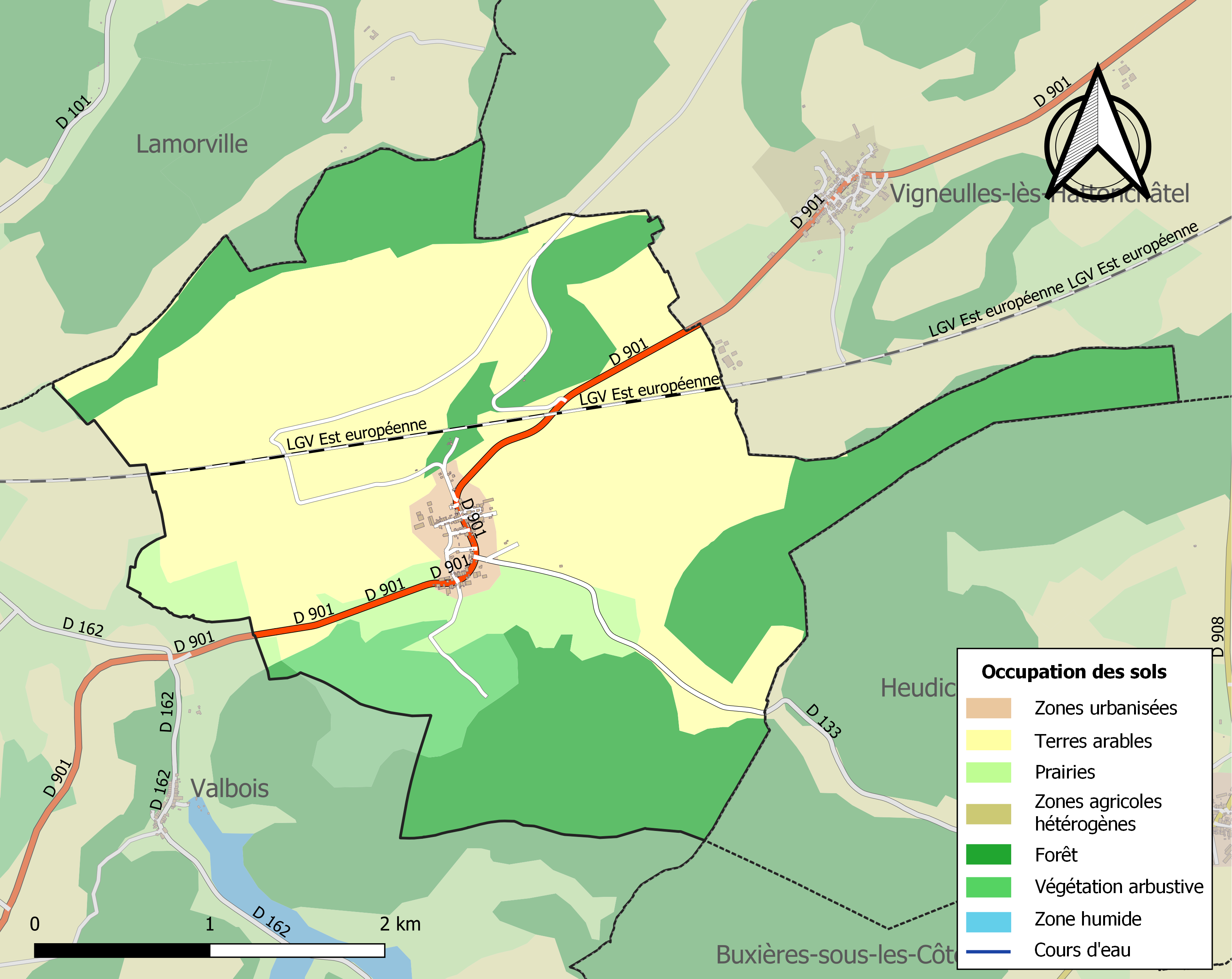
Carte des infrastructures et de l'occupation des sols de la commune en 2018 (CLC).

## Toponymie
Le nom de la localité est attesté sous les formes Scallon (VIe siècle) ; Ad Castellionem super fluviolo qui vocatur Cruia (709) ; Caslonum (984) ; Chaillou (1180) ; Chaillons (1314) ; Chaillon (1347) ; Chaillon-soubs-Hattonchastel (1573) ; Castellio (1707) ; Castillonium (1738).

Du bas latin castellum et du suffixe diminutif -ionem : « petit village fortifié ».

## Histoire
Chaillon est un village qui a connu de nombreuse batailles dont les deux guerres mondiales.

## Politique et administration
| Période                                  | Période   | Identité                                          | Étiquette | Qualité     |
| ---------------------------------------- | --------- | ------------------------------------------------- | --------- | ----------- |
| Les données manquantes sont à compléter. |           |                                                   |           |             |
| avant 1981                               | ?         | Pol Grandidier                                    | DVG       |             |
| 1994                                     | 2001      | Raymond Pierrard                                  |           | Boulanger   |
| mars 2001                                | mars 2014 | Jean-Pierre Olek                                  |           |             |
| mars 2014                                | En cours  | Stéphane Mettavant Réélu pour le mandat 2020-2026 |           | Agriculteur |

## Démographie
L'évolution du nombre d'habitants est connue à travers les recensements de la population effectués dans la commune depuis 1793. Pour les communes de moins de 10 000 habitants, une enquête de recensement portant sur toute la population est réalisée tous les cinq ans, les populations de référence des années intermédiaires étant quant à elles estimées par interpolation ou extrapolation. Pour la commune, le premier recensement exhaustif entrant dans le cadre du nouveau dispositif a été réalisé en 2008.

En 2022, la commune comptait 110 habitants, en évolution de −0,9 % par rapport à 2016 (Meuse : −4,4 %, France hors Mayotte : +2,11 %).
| 1793 | 1800 | 1806 | 1821 | 1831 | 1836 | 1841 | 1846 | 1851 |
| ---- | ---- | ---- | ---- | ---- | ---- | ---- | ---- | ---- |
| 312  | 469  | 449  | 498  | 545  | 550  | 540  | 551  | 531  |

| 1856 | 1861 | 1866 | 1872 | 1876 | 1881 | 1886 | 1891 | 1896 |
| ---- | ---- | ---- | ---- | ---- | ---- | ---- | ---- | ---- |
| 483  | 492  | 498  | 465  | 452  | 401  | 387  | 377  | 342  |

| 1901 | 1906 | 1911 | 1921 | 1926 | 1931 | 1936 | 1946 | 1954 |
| ---- | ---- | ---- | ---- | ---- | ---- | ---- | ---- | ---- |
| 327  | 301  | 291  | 165  | 198  | 173  | 164  | 156  | 185  |

| 1962 | 1968 | 1975 | 1982 | 1990 | 1999 | 2006 | 2008 | 2013 |
| ---- | ---- | ---- | ---- | ---- | ---- | ---- | ---- | ---- |
| 150  | 116  | 101  | 108  | 105  | 106  | 97   | 95   | 104  |

| 2018 | 2022 | - | - | - | - | - | - | - |
| ---- | ---- | - | - | - | - | - | - | - |
| 113  | 110  | - | - | - | - | - | - | - |

## Culture locale et patrimoine

### Lieux et monuments
La commune compte un monument historique, la Butte de Châtillon, époque romaine aménagée par les Romains en poste de garde et d'observation pour contrôler le passage de la voie romaine reliant Saint-Mihiel à Hattonchâtel.
- Église Saint-Rémi, la première se situait à l'entrée du village, reconstruite en 1841, en 1851 le cimetière est également déplacé et les ossements qu'il contenait déposés dans un monument au centre du nouveau cimetière. En 1907 effondrement du clocher ; dévastée au cours de la Première Guerre mondiale, il subsistait les murs de la nef, la base des piliers et trois niveaux du clocher ; reconstruite en 1929.
- Motte castrale de Chaillon inscrite au titre des monuments historiques par arrêté du 3 décembre 1990[25].

Rive droite de la Creuë avec son église rebâtie après guerre
Rocher Chatillon au bout de sa ligne de crête
Village actuel, établi de part et d'autre de la Creuë
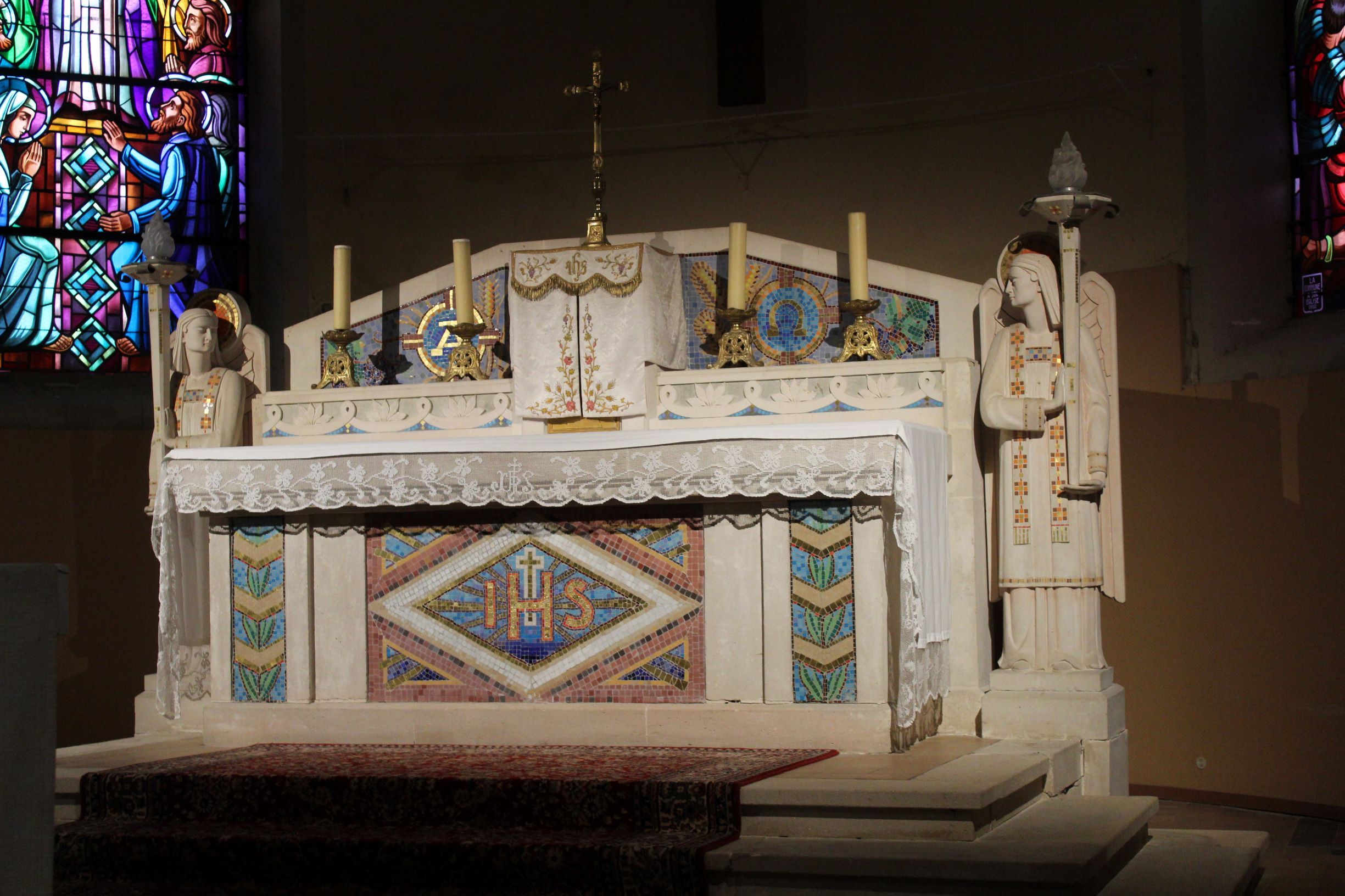
Maître-autel de l'église Saint-Rémi réalisé par Duilio Donzelli.